# Юрген Естен
Юрген Естен (нім. Jürgen Oesten; 24 жовтня 1913, Берлін —  5 серпня 2010, Гамбург) — німецький офіцер-підводник, корветтен-капітан крігсмаріне. Кавалер Лицарського хреста Залізного хреста.

## Біографія
1 квітня 1933 року вступив на флот. Служив на броненосці «Адмірал граф Шпее» і легкому крейсері «Карлсруе». В травні 1937 року переведений в підводний флот. З жовтня 1937 року — вахтовий офіцер підводного човна U-20. З 12 серпня 1939 по 28 липня 1940 року командував U-61, на якому зробив 8 походів (провівши в морі в цілому 131 день). У першому ж поході потопив 6 кораблів водотоннажністю 20 754 тонн. З 24 вересня 1940 по 19 жовтня 1941 року командував U-106 (3 бойових походу, 182 дня в море). У першому поході потопив 2 кораблі (водотоннажністю 13 640 т), а в другому — до берегів Африки — 8 кораблів (44 820 т), особливо успішною була атака на конвой SL-68, коли йому вдалося пошкодити британський лінкор «Малайя». З жовтня 1941 року командував 9-ю флотилією підводних човнів в Бресті. З березня 1942 року — офіцер Адмірал-штабу в штабі командувача-адмірала на Північному морі, займався питаннями ведення підводної війни в водах Арктики. 2 вересня 1943 року призначений командиром U-861, зробив на ньому 2 походи (всього 252 дні в морі) — спочатку до берегів Бразилії, а потім до Мадагаскару і далі в Індонезію. 15 січня 1945 року вивів свій човен з Індонезії і після важкого переходу 19 квітня прибув в Тронгейм.
Всього за час бойових дій потопив 19 кораблів загальною водотоннажністю 101 744 т і пошкодив 4 кораблі водотоннажністю 51 668 т.
| Дата            | Назва корабля                 | Тип                              | Тоннаж | Вантаж                                                                                                | Екіпаж | Загинули | Країна             | Конвой |
| --------------- | ----------------------------- | -------------------------------- | ------ | --- | ------ | -------- | ------------------ | ------ |
| 22 грудня 1939  | Gryfevale (пошкоджений міною) | Торговий пароплав                | 4,434  | 4980 тонн насіння бавовнику, 2050 тонн макухи та 250 тонн рису                                        | 35     | 0        | Британська імперія |        |
| 22 січня 1940   | Sydfold                       | Торговий пароплав                | 2,434  | Баласт                                                                                                | 24     | 5        | Норвегія           |        |
| 18 лютого 1940  | El Sonador                    | Торговий пароплав                | 1,406  | 713 тонн вугілля                                                                                      | 17     | 17       | Панама             |        |
| 18 лютого 1940  | Sangstad                      | Торговий теплохід                | 4,297  | Зерно                                                                                                 | 29     | 1        | Норвегія           |        |
| 10 липня 1940   | Alwaki                        | Торговий пароплав                | 4,533  | Баласт                                                                                                | 51     | 0        | Нідерланди         | OA-180 |
| 16 липня 1940   | Scottish Minstrel             | Тепловий танкер                  | 6,998  | 9200 тонн мазуту                                                                                      | 41     | 9        | Британська імперія | HX-55  |
| 17 січня 1941   | Zealandic                     | Торговий теплохід                | 10,578 | Генеральні вантажі                                                                                    | 73     | 73       | Британська імперія |        |
| 29 січня 1941   | Sesostris                     | Торговий пароплав                | 2,962  | | ?      | всі      | Єгипет             | SC-19  |
| 11 березня 1941 | Memnon                        | Торговий теплохід                | 7,506  | 7629 тонн генеральних вантажів, у тому числі 2697 тонн пшениці та 3026 тонн цинкових концентратів     | 70     | 5        | Британська імперія |        |
| 16 березня 1941 | Almkerk                       | Торговий теплохід                | 6,810  | 7087 тонн пшениці                                                                                     | 66     | 0        | Нідерланди         |        |
| 17 березня 1941 | Tapanoeli                     | Торговий пароплав                | 7,034  | 5500 тонн генеральних вантажів, включаючи насіння, борошно тапіоки та чай                             | 65     | 0        | Нідерланди         | SL-68  |
| 17 березня 1941 | Andalusian                    | Торговий пароплав                | 3,082  | 3231 тонн какао -бобів                                                                                | 42     | 0        | Британська імперія | SL-68  |
| 20 березня 1941 | HMS Malaya (01) (пошкоджений) | Лінкор типу «Куїн Елізабет»      | 31,100 | | ?      | 0        | Британська імперія | SL-68  |
| 20 березня 1941 | Meerkerk (пошкоджений)        | Торговий пароплав                | 7,995  | | ?      | ?        | Нідерланди         | SL-68  |
| 24 березня 1941 | Eastlea                       | Торговий пароплав                | 4,267  | Насіння бавовнику                                                                                     | 37     | 37       | Британська імперія |        |
| 30 травня 1941  | Silveryew                     | Торговий теплохід                | 6,373  | 2501 тонн чавуну, 5304 тонн соняшникових ядер, 500 тонн марганцевої руди та 382 тонни кіанітової руди | 54     | 3        | Британська імперія |        |
| 31 травня1941   | Clan Macdougall               | Торговий теплохід                | 6,843  | 7500 тонн генеральних вантажів                                                                        | 87     | 2        | Британська імперія |        |
| 6 червня 1941   | Sacramento Valley             | Торговий пароплав                | 4,573  | 6843 тонни вугілля                                                                                    | 49     | 3        | Британська імперія | OB-324 |
| 20 липня 1944   | Vital de Oliveira             | Військовий транспортний пароплав | 1,737  | Війська і деревина                                                                                    | 275    | 100      | Бразилія           |        |
| 24 липня 1944   | William Gaston                | Торговий пароплав                | 7,177  | 9038 тонн кукурудзи                                                                                   | 67     | 0        | США                |        |
| 20 серпня 1944  | Berwickshire                  | Торговий пароплав                | 7,464  | 6000 тонн генеральних вантажів і 70 тонн високооктанового пального в баках як палубний вантаж         | 102    | 8        | Британська імперія | DN-68  |
| 20 серпня 1944  | Daronia (пошкоджений)         | Тепловий танкер                  | 8,139  | Баласт, генеральні вантажі та порожні баки                                                            | ?      | ?        | Британська імперія | DN-68  |
| 5 вересня 1944  | Ioannis Fafalios              | Торговий пароплав                | 5,670  | 6994 тонни вугілля                                                                                    | 33     | 8        | Греція             |        |

2 червня 1945 року взятий в полон британськими військами. 2 березня 1947 року звільнений. Решту життя прожив в Гамбурзі, де працював менеджером з продажу на міжнародних верфях і в судноплавних компаніях. Після смерті був похований в морі.

## Звання
- Кандидат в офіцери (1 квітня 1933)
- Морський кадет (23 вересня 1933)
- Фенріх-цур-зее (1 липня 1934)
- Оберфенріх-цур-зее (1 квітня 1936)
- Лейтенант-цур-зее (1 жовтня 1936)
- Оберлейтенант-цур-зее (1 червня 1938)
- Капітан-лейтенант (1 березня 1941)
- Корветтен-капітан (1 грудня 1944)

## Нагороди
- Медаль «За вислугу років у Вермахті» 4-го класу (4 роки; 31 березня 1937)
- Іспанський хрест в бронзі (6 червня 1939)
- Залізний хрест
  - 2-го класу (3 грудня 1939)
  - 1-го класу (27 лютого 1940)
- Медаль «У пам'ять 1 жовтня 1938» (20 грудня 1939)
- Нагрудний знак підводника
- Відзначений у Вермахтберіхт
  - «Під час атаки на конвой противника на Західному узбережжі Африки підводні човни під командуванням капітан-лейтенанта Естена і капітан-лейтенанта Шеве показали чудовий результат.» (22 березня 1941)
- Лицарський хрест Залізного хреста (26 березня 1941)